# Coleophora riffelensis
Espèce
Synonymes
- Coleophora eudoriella Toll, 1952[1]
- Coleophora fischeri Toll, 1950[1]
- Coleophora klemensiewiczi Toll, 1950[1]

Coleophora riffelensis est une espèce de lépidoptères (papillons) de la famille des Coleophoridae.

## Systématique
L'espèce Coleophora riffelensis a été décrite en 1913 par l'entomologiste autrichien Hans Rebel (1861–1940).

## Répartition
Sa répartition est fragmentée entre les pays baltes et la Russie centrale au nord et la péninsule ibérique et la Macédoine du Nord au sud.

## Écologie
La chenille se nourrit de Dianthus lumnitzeri serotinus. La mine mesure 1 mm de long et est entièrement recouverte de grains de sable. Plus tard, elle crée un cocon en soie tubulaire trivalvé d'environ 10 mm de long. L'angle de la bouche est de 35 à 40°. La couleur est gris clair avec des lignes de longueur indistincte. Des cas à maturité peuvent être trouvés fin juin.

## Étymologie
Son épithète spécifique, composée de riffel et du suffixe latin -ensis, « qui vit dans, qui habite », lui a été donnée en référence au lieu de sa découverte, le mont mont Riffel (d) en Autriche.